# 纽卡斯尔 (科罗拉多州)
纽卡斯尔（英語：New Castle）是美国科罗拉多州加菲尔德县下属的一座自治市鎮。建市于1890年3月27日，面积大约为2.69平方英里（6.967平方公里）。根据2010年美国人口普查，该市有人口4,518人。2011年估计该市有人口4,508人，相比2010年人口增长率为-0.22%。同时，论人口该市是科罗拉多州第78大城市。